# Drosophila barutani
Drosophila barutani este o specie de muște din genul Drosophila, familia Drosophilidae, descrisă de Mahito Watabe și Liang în anul 1990. Conform Catalogue of Life specia Drosophila barutani nu are subspecii cunoscute.